# Dariusz Kuć
Dariusz Kuć (Cracovia, 24 aprile 1986) è un velocista polacco.
È il detentore del record polacco dei 100 metri piani al coperto con 10"32 e, con Kamil Masztak, Robert Kubaczyk e Kamil Kryński, della staffetta 4×100 metri con 38"31.
In carriera è stato medaglia d'argento con la squadra polacca nella staffetta 4×100 agli Europei di Göteborg 2006 e agli Europei juniores di Kaunas 2005. È stato inoltre medaglia di bronzo nella staffetta svedese ai Mondiali allievi di Sherbrooke 2003.

## Palmarès
| Anno | Manifestazione    | Sede       | Evento            | Risultato        | Prestazione | Note                                     |
| ---- | ----------------- | ---------- | ----------------- | ---------------- | ----------- | ---------------------------------------- |
| 2003 | Europei juniores  | Tampere    | 100 m piani       | Batteria         | 10"80       |                                          |
| 2003 | Mondiali allievi  | Sherbrooke | 100 m piani       | Semifinale       | 11"06       |                                          |
| 2003 | Mondiali allievi  | Sherbrooke | Staffetta svedese | Argento          | 1'53"08     |                                          |
| 2004 | Mondiali juniores | Grosseto   | 100 m piani       | Batteria         | 10"83       |                                          |
| 2004 | Mondiali juniores | Grosseto   | 4x100 m           | 5º               | 40"13       |                                          |
| 2005 | Europei juniores  | Tampere    | 100 m piani       | 6º               | 10"84       |                                          |
| 2005 | Europei juniores  | Tampere    | 4x100 m           | Argento          | 40"03       |                                          |
| 2006 | Mondiali indoor   | Mosca      | 60 m piani        | Semifinale       | 6"64        |                                          |
| 2006 | Europei           | Göteborg   | 100 m piani       | 6º               | 10"21       |                                          |
| 2006 | Europei           | Göteborg   | 4×100 m           | Argento          | 39"05       |                                          |
| 2007 | Europei under 23  | Debrecen   | 100 m piani       | 5º               | 10"41       |                                          |
| 2007 | Europei under 23  | Debrecen   | 200 m piani       | Batteria         | dnf         |                                          |
| 2007 | Europei under 23  | Debrecen   | 4×100 m           | Batteria         | 39"27       |                                          |
| 2007 | Mondiali          | Osaka      | 100 m piani       | Quarti di Finale | 10"37       |                                          |
| 2007 | Mondiali          | Osaka      | 4×100 m           | Finale           | dnf         |                                          |
| 2008 | Giochi olimpici   | Pechino    | 100 m piani       | Quarti di Finale | 10"46       |                                          |
| 2008 | Giochi olimpici   | Pechino    | 4×100 m           | Batteria         | dnf         |                                          |
| 2009 | Europei indoor    | Torino     | 60 m piani        | 6º               | 6"62        |                                          |
| 2009 | Universiadi       | Belgrado   | 100 m piani       | Semifinale       | 10"48       |                                          |
| 2009 | Universiadi       | Belgrado   | 4×100 m           | Argento          | 39"21       |                                          |
| 2009 | Mondiali          | Berlino    | 100 m piani       | Quarti di finale | 10"38       |                                          |
| 2010 | Europei           | Barcellona | 100 m piani       | Semifinale       | 10"65       |                                          |
| 2010 | Europei           | Barcellona | 4×100 m           | 5º               | 38"83       |                                          |
| 2011 | Mondiali          | Taegu      | 100 m piani       | Semifinale       | 10"51       |                                          |
| 2011 | Mondiali          | Taegu      | 4×100 m           | 4º               | 38"50       |                                          |
| 2012 | Europei           | Helsinki   | 100 m piani       | Semifinale       | 10"38       |                                          |
| 2012 | Europei           | Helsinki   | 4×100 m           | Batteria         | dnf         |                                          |
| 2012 | Giochi olimpici   | Londra     | 100 m piani       | Batteria         | 10"24       |                                          |
| 2012 | Giochi olimpici   | Londra     | 4×100 m           | Batteria         | 38"31       |                                          |
| 2013 | Universiadi       | Kazan'     | 100 m piani       | Batteria         | dnf         |                                          |
| 2013 | Universiadi       | Kazan'     | 4×100 m           | Bronzo           | 39"29       |                                          |
| 2014 | Mondiali indoor   | Sopot      | 60 m piani        | Semifinale       | 6"60        |                                          |
| 2014 | World Relays      | Nassau     | 4×100 m           | 13º              | 39"31       |                                          |
| 2014 | Europei           | Zurigo     | 4×100 m           | 6º               | 37"93       | Miglior prestazione personale stagionale |
| 2015 | IAAF World Relays | Nassau     | 4×100 m           | Batteria         | 39"48       |                                          |